# OpenBioMaps
Az OpenBioMaps egy biológiai témájú adatbázisok és adatok kezelésére létrehozott platform. Az OpenBioMaps célja, hogy biodiverzitással kapcsolatos adatok kezeléséhez biztosítson technikai hátteret. Az OpenBioMaps fejlesztést és publikus szolgáltatásokat az OpenBioMaps konzorcium felügyeli. A konzorcium a Debreceni Egyetem, Duna-Ipoly Nemzeti Park Igazgatóság, ELTE és a WWF Magyarország együttműködésével 2015. szeptember elsején jött létre.

## OpenBioMaps koncepció
Az OpenBioMaps egy koncepció is egyúttal a fenntartható tudományos-természetvédelmi adatbázis üzemeltetésről. A koncepció lényege, hogy egy olyan rendszert hozzunk létre aminek alacsony az üzemeltetési költsége és elosztott módon üzemel. Az elosztottság abban nyilvánul meg, hogy a publikus szolgáltatások olyan szervereken futnak amit egymástól független szervezetek tartanak fenn. Ezeknek a szervereknek a fenntartási célja is független egymástól, többnyire saját belső adatbázis kezelési igények kielégítése, aminek "melléktermékeként" nyújtanak publikus szolgáltatásokat az egyes partnerek.

## Publikus szolgáltatások
- egyéni adatbázisok létrehozása és üzemeltetése[3]
- egyszerű adat importálás változatos formátumokból (xls, csv, gpx, shp, ods, fasta, képfájlok,...)
- ismételhető és hivatkozható lekérdezések[4]
- DataCite DOI az adatbázisoknak és lekérdezéseknek[4]
- adatok exportálása különféle formátumokba (gpx, csv)
- adat elérés távoli adatbázisokból vagy asztali alkalmazásokból (pl. R, QGIS)
- egyénre szabható adatkezelő felületek
- egyedileg szabályozható adatgyűjtő felületek
- egyéni modulok fejlesztése és integrálása

## Nyílt forráskódú szoftverek
Az OpenBioMaps különféle nyílt forráskódú szoftverek együttes felhasználásával és nyílt forráskódú alkalmazások megírásával létrehozott szoftver rendszer.
Felhasznált szoftverek és keretrendszerek:
- Debian Linux
- Apache webszerver
- UMN Mapserver
- PHP
- PostgreSQL
- PostGIS
- PureCSS
- OpenLayers
- Docker
- Vue JS
- React Native
- R
- Perl

## OpenBioMaps szerverek
- DINPI (Budapest, üzemelteti: Duna-Ipoly Nemzeti Park Igazgatóság, használják: DINPI, DDNPI, ONPI és van publikus szerver része is.)
- ELTE (Budapest, üzemelteti: ELTE)
- Flóraatlasz (Sopron, üzemelteti: Soproni Egyetem, használja: Flóraatlasz projekt)
- BNPI (üzemelteti: Bükki Nemzeti Park Igazgatóság, használja: BNPI, ANPI)
- HNP (üzemelteti: Hortobágyi Nemzeti Park Igazgatóság, használja: HNP)
- KNP (Kecskemét, üzemelteti: Kiskunsági Nemzeti Park Igazgatóság, használja: KNP)
- FHNPI (üzemelteti: Fertő-Hanság Nemzeti Park Igazgatóság, használja: FHNPI)
- HNP (üzemelteti: Hortobágyi Nemzeti Park Igazgatóság, használja HNP)
- Debrecen (Debrecen, üzemelteti: Debreceni Egyetem, használják: többnyire egyetemi projektek)
- MILVUS (Marosvásárhely, Románia, üzemelteti: MILVUS, használja: többnyire MILVUS projektek)
- ÖK (Vácrátót, üzemelteti: Ökológiai Kutatóközpont)
- NHMUS (Budapest, Magyar Természettudományi Múzeum)
Az aktuálisan elérhető ismert szerverek listája itt érhető el: https://openbiomaps.org/projects/openbiomaps_network/

## OpenBioMaps Konzorcium
Az OpenBioMaps konzorcium partnerei az alapító tagok (Debreceni Egyetem, ELTE, DINPI, WWF Magyarország) és az azóta csatlakozott Eszterházi Károly Egyetem és Milvus Group Association, Duna-Dráva Nemzeti Park Igazgatóság és a Fertő-Hanság Nemzeti Park Igazgatóság.

## OpenBioMaps rendezvények
2014.09.19-20 I. Biológiai adatbázisok és adattárolás munkaértekezlet, Debrecen.
2016.08.23-24 OpenBioMaps munkaértekezlet, Eger.
2017.11.02 Felhasználói kurzus (Természetvédelmi Biológiai Konferencián), Eger
2018.09.25-28 I. OpenBioMaps "Autumn Coding", Debrecen
2018.11.06-10 II. Biológiai adatbázisok és adattárolás munkaértekezlet és codecamp, Fertőújlak.
2019.02.?     I. OpenBioMaps "Spring Codecamp", Parajd, Románia.
2019.06.27-29 OpenBioMaps kurzus és terepgyakorlat, Tápiószentmárton.
2019.08.25-26 OpenBioMaps kurzus, Kolozsvár, Románia.
2019.10.07-09 III. Biológiai adatbázisok és adattárolás munkaértekezlet és codecamp, Hortobágy.
2021.09.10-15 IV. Biológiai adatbázisok és adattárolás munkaértekezlet és codecamp, Szaporca.